# Trattati di Parigi (1947)
I trattati di Parigi furono dei trattati di pace firmati nella capitale francese il 10 febbraio 1947 dopo la fine della seconda guerra mondiale. La sottoscrizione dei trattati fu preceduta da una conferenza di pace che si svolse parimenti a Parigi, tra il 29 luglio e il 15 ottobre 1946.

## Stati firmatari
I trattati vennero firmati tra:
- gli Alleati vincitori della seconda guerra mondiale, ovvero, Unione Sovietica, Stati Uniti, Regno Unito, Francia, Polonia, Cina, Etiopia, Brasile, Belgio, Paesi Bassi, Danimarca, Norvegia, Lussemburgo, Jugoslavia, Albania, Cecoslovacchia, Grecia e altri;
- e gli sconfitti alleati della Germania all'interno delle potenze dell'Asse: Italia, Ungheria, Romania, Bulgaria e Finlandia.

L'esclusione della Germania dalle nazioni firmatarie ebbe una chiara valenza di diritto internazionale, avendo subito la nazione tedesca il fenomeno della debellatio in seguito all'occupazione del suo intero territorio e alla conseguente soppressione di qualsiasi governo. La Germania non era più, dunque, un soggetto di diritto internazionale e, pertanto, non poteva firmare alcun trattato; le sue sorti anche territoriali erano quindi affidate a semplici ordinanze militari delle quattro potenze occupanti.

## Trasferimenti territoriali
L'Italia, oltre a restituire i territori francesi, jugoslavi e greci occupati durante la guerra, cedeva:
- alla Francia: il comune di Tenda e parte dei comuni di Briga (vedi anche Briga Alta), Valdieri (frazione di Molliera) e Olivetta San Michele (le frazioni di Piena e di Libri); la vetta del Monte Chaberton, quella della Cima di Marta e le fortificazioni sulla sommità del Monte Saccarello, venivano inclusi in territorio francese anche una buona porzione del versante Italiano dell'Altopiano del Monginevro ad eccezione di Claviere che resta in territorio italiano, il bacino superiore della Valle Stretta del monte Thabor, il colle del Moncenisio e la parte meridionale, al di là dello spartiacque, del colle del Piccolo San Bernardo;
- alla Jugoslavia: la provincia del Carnaro, la provincia di Zara (tranne Saseno, vedi sotto), gran parte della provincia dell'Istria, l'entroterra triestino e goriziano (con gran parte del Carso e l'alta valle dell'Isonzo fino a Salcano);
- all'Albania: l'isolotto di Saseno.

La città di Trieste coi comuni circostanti e la parte dell'Istria non ceduta alla Jugoslavia avrebbero dovuto formare il Territorio Libero di Trieste, poi mai concretamente costituito.
L'Italia cedeva inoltre tutte le sue colonie:
- l'arcipelago del Dodecaneso (ex Isole italiane dell'Egeo) passava alla Grecia;
- la Concessione italiana di Tientsin passava alla Cina;
- l'ex Libia italiana passava sotto occupazione britannica (in Tripolitania e Cirenaica) e francese (nel Fezzan); l'ex colonia divenne indipendente nel 1951;
- la Somalia italiana passava sotto occupazione britannica, poi, dal 1950, sotto amministrazione fiduciaria ONU (Amministrazione fiduciaria italiana della Somalia) sotto controllo italiano fino al luglio 1960;
- l'Eritrea restava sotto controllo britannico; nel 1952 l'ONU la dichiarò federata all'Impero Etiope;
- l'Impero d'Etiopia ritornava ufficialmente indipendente (lo era de facto già dal 1941), anche se i territori sotto amministrazione britannica, come la regione dell'Ogaden, venivano restituiti solamente nel 1954;
- l'Albania ritornava ufficialmente indipendente nei confini del 1940 (lo era già de facto dal 1943).

L'Ungheria veniva riportata ai confini del 1938, ed in particolare:
- cedeva la Rutenia subcarpatica, che aveva annesso nel 1939 a danno della Cecoslovacchia, all'Unione Sovietica;
- restituiva alla Jugoslavia le regioni occupate durante la guerra (Voivodina, Prekmurje ed altri territori minori);
- cedeva alla Romania la Transilvania del Nord, che aveva ottenuto con il secondo arbitrato di Vienna;
- subiva alcuni aggiustamenti minori sulla frontiera con la Cecoslovacchia, cui doveva restituire i territori ottenuti con il primo arbitrato di Vienna.

La Romania:
- recuperava la Transilvania del Nord trasferita da Hitler all'Ungheria col secondo arbitrato di Vienna;
- cedeva la Bessarabia e la Bucovina del Nord all'Unione Sovietica, già da questa occupate e annesse nel 1940;
- cedeva la Dobrugia Meridionale alla Bulgaria (già in possesso di quest'ultima dal 1940).

La Bulgaria:
- manteneva la Dobrugia Meridionale, sottratta alla Romania già nel 1940 con il trattato di Craiova;
- restituiva i territori greci e jugoslavi occupati durante la guerra.

La Finlandia dovette riconoscere le perdite territoriali già stabilite nell'Armistizio di Mosca del 1944, cedendo all'Unione Sovietica:
- la provincia di Petsamo;
- la regione attorno a Salla;
- parte della Carelia;
- alcune isole del Golfo di Finlandia;
- la penisola di Porkkala (poi restituita dall'URSS nel 1956).

## Riparazioni di guerra
A tutte le nazioni sconfitte venne imposto di pagare delle compensazioni monetarie come risarcimento dei danni provocati durante la guerra (le cifre sono in dollari americani del 1938):
- all'Italia 360 milioni, di cui:
  - 125 alla Jugoslavia;
  - 105 alla Grecia;
  - 100 all'Unione Sovietica;
  - 25 all'Etiopia;
  - 5 all'Albania.[1]
- alla Finlandia 300 milioni, tutti all'Unione Sovietica.
- all'Ungheria 300 milioni, di cui:
  - 200 all'Unione Sovietica;
  - 100 a Cecoslovacchia e Jugoslavia.
- alla Romania 300 milioni, tutti all'Unione Sovietica.
- alla Bulgaria 70 milioni, di cui:
  - 45 alla Grecia;
  - 25 alla Jugoslavia.

## Clausole politiche
Le nazioni sconfitte si impegnarono a prendere tutte le misure necessarie per garantire alle persone al di sotto della loro giurisdizione, senza distinzione di razza, sesso, lingua o religione, il godimento dei diritti umani e delle libertà fondamentali, compresa la libertà di espressione, di stampa e pubblicazione, di culto, di opinione politica e di pubblica riunione; nessuna sanzione poteva essere presa contro cittadini che, fin dall'inizio della guerra ed alla fine di questa, avevano appoggiato gli Alleati o avevano svolto azioni partigiane.
I Governi delle nazioni sconfitte si impegnarono inoltre a prevenire il riemergere di organizzazioni fasciste o di qualunque altro tipo, sia politiche che militari o semi-militari.